# Celithemis amanda
Celithemis amanda is een libellensoort uit de familie van de korenbouten (Libellulidae), onderorde echte libellen (Anisoptera).
De wetenschappelijke naam Celithemis amanda is voor het eerst geldig gepubliceerd in 1861 door Hagen.